# نشستن در بارها با کیک
نشستن در بارها با کیک یک فیلم آمریکایی کمدی-درام رمانتیک آمریکایی است که توسط آدری شولمن بر اساس کتاب او با همین نام در سال ۲۰۱۶ و با الهام از وقایع واقعی ساخته شده‌است. به کارگردانی تریش سی ساخته شده‌است. در این فیلم بازیگرانی چون یارا شهیدی، اودسا آزیون و بت میدلر ایفای نقش می‌کنند.

## داستان
این فیلم دربارهٔ نانوای با استعداد اما خجالتی جین (شهیدی) و بهترین دوستش کورین (آزیون) است که او را متقاعد می‌کند تا کیک‌ها را به بارها بیاورد تا به او کمک کند اعتماد به نفس ایجاد کند. اما هنگامی که کورین تشخیص سرطان مغز را دریافت می‌کند، زندگی آنها تغییر می‌کند. این فیلم در ۸ سپتامبر ۲۰۲۳ توسط استودیو ام جی ام آمازون منتشر شد و به‌طور کلی نقدهای مثبتی از منتقدان دریافت کرد.

## بازیگران
- یارا شهیدی در نقش جین
- اودسا آزیون در نقش کورین
- بت میدلر در نقش بنیتا
- ران لیوینگستون در نقش فرد
- مارتا کلی در نقش روث
- مایا میچل در نقش لیز
- چارلی مورگان پاتون در نقش الکس
- سیمون رکاسنر در نقش نورا
- ریش شاه در نقش اوون
- آرون دومینگز در نقش دیو
- ویل راپ در نقش براک
- آدینا پورتر در نقش تاشا
- نوید نگهبان در نقش اسحاق

## تولید
در ۹ فوریه ۲۰۲۲، گزارش شد که یارا شهیدی درام کمدی رمانتیک استودیو آمازون «نشستن در بارها و کیک» بر اساس وبلاگ و کتاب همان استودیو آمازون خواهد بود. نام اثر آدری شولمن تریش سی به عنوان کارگردان به فیلم ملحق شد و شولمن فیلمنامه را اقتباس کرد. در ۲۲ سپتامبر ۲۰۲۲، بت میدلر، ران لیوینگستون، مایا میچل، آرون دومینگز، ریش شاه، اودسا آزیون، مارتا کلی، آدینا پورتر، نوید نگهبان، سیمون رکاسنر، ویل راپ و چارلی پاتون به گروه بازیگران پیوستند. عکاسی اصلی در لس آنجلس در اکتبر ۲۰۲۲ انجام شد.

## پاسخ انتقادی
در وب‌سایت جمع‌آوری نقد گوجه فرنگی پوسیده، این فیلم بر اساس ۳۷ نقد، ۸۱٪ امتیاز تأیید را دارد. اجماع انتقادی این وب‌سایت می‌گوید: «داستان دوستی «نشستن در بارها با کیک» بدون تسلیم شدن به ملودرام بین خنده و اشک حرکت می‌کند. در متاکریتیک، این فیلم بر اساس ۹ منتقد دارای میانگین وزنی امتیاز ۶۵ از ۱۰۰ است که نشان‌دهنده «بررسی‌های عموماً مطلوب» است. ناتاشا آلوار منتقد سینما از «کرکس‌های فرهنگی» «نشستن در میله‌ها با کیک» را با درام‌های کمدی دهه ۱۹۸۰ مانند «سواحل» و «مگنولیاهای فولادی مقایسه کرد. آدریان هورتون از گاردین در نقد خود نوشت: «شهیدی اگر یک خرده مغلوب باشد قادر است. به‌عنوان مرکز احساسی فیلم، کسی که نگرش‌اش برای انجام دادن، هم مهیج و هم کاملاً ضروری است. اما این بازی آزیون است که می‌درخشد؛ کورین او - سرزنده و مرده، شوخ طبعی سریع او که بر روی یک انکار درونی کاغذ می‌افتد - چیزهای بسیار مورد نیاز را اضافه می‌کند. او پس از جمع‌آوری کمک مالی در محل کار برای بیماریش با تلخی اعتراف می‌کند: «بیشتر اوقات، من احساس بیماری نمی‌کنم. عملکرد آزیون حیاتی متمایز و درخشان را حفظ می‌کند.» شیلا اومالی نیز نقد مثبتی به فیلم داد و عملکرد آزیون را ستود: "از آنجا که تشخیص کورین بسیار محوری است، فیلم خوشبختانه از تله "بیماری به عنوان نقطه داستان" جلوگیری می‌کند. و عملکرد آزیون به قدری قوی است که نمی‌توان احساس از دست دادن کورین را احساس نکرد، احساس او از ناعادلانه بودن همه چیز، حتی زمانی که (یا مخصوصاً وقتی) سعی می‌کند با شوخی آن را بپوشاند. در همین حال، امی نیکلسون از مجله تنوع (سایت آمریکایی) برای لحن خیلی ملودراماتیک به آن نقد منفی بدهید.